# Josef Wenzel I
Josef Wenzel I de Liechtenstein (1696-1772) quart príncep de Liechtenstein entre 1712-1718, tutor del setè príncep Johann Nepomuk Karl i altre cop príncep fins a la seva mort.

## Vincles familiars
Josef Wenzel Lorenz va néixer el 9 d'agost de 1696 a Praga, essent fill del mariscal de camp imperial Philipp Erasmus de Liechtenstein (1664–1704) i de Christina Theresa comtessa de Löwenstein-Wertheim-Rochefort (1665–1730). Als 16 anys va heretar el títol de príncep de Liechtestein, perquè el seu oncle Johann Adam I havia mort sense descendència masculina. Josef Wenzel era besnet de Gundaker, germà de Karl I de Liechtenstein, per tant era el primer príncep de la branca Wittelsbach.

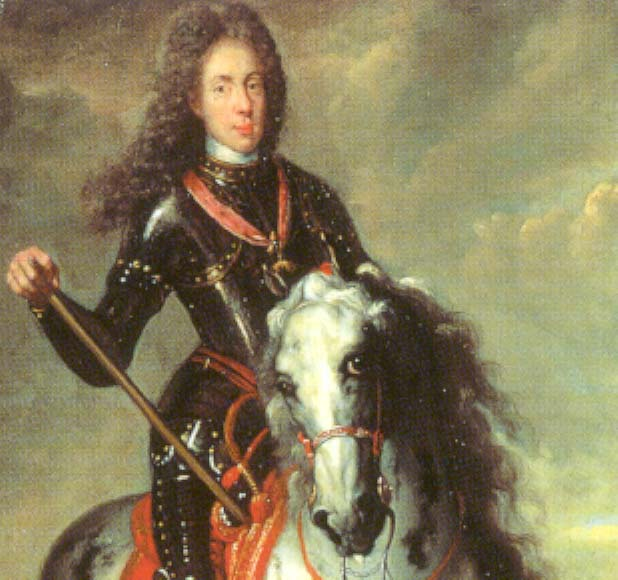
Príncep Eugen de Savoia

El 1719 l'emperador Carles VI va crear el principat de Liechtenstein i al seu capdavant va posar un membre de la família que ja portaven el títol de príncep de Liechtenstein. Aquesta persona va ser l'oncle de Josef Wenzel. Quan el fill del seu oncle va morir, el títol li va retornar però aquesta vegada com a regent del seu nebot Josef Johann Adam (1732-45). Després de la mort del seu nebot Johan Nepomuk, va tornar a ser príncep (1748-72).

## Carrera diplomàtica i militar
En la seva infantesa i joventut va rebre una acurada educació. Un dels seus tutors va ser el lingüista Johann Balthasar Antesperg (1682–1765). En l'edat adulta va arribar a ser alhora un bon administrador de la cort i un bon estrateg. Entre els anys 1716-18 va formar part de l'exèrcit venecià en la guerra contra els turcs sota les ordres del príncep Eugeni de Savoia. El maig de 1734 va ser reclutat per a lluitar a la guerra de successió de Polònia, amb el grau de mariscal de camp.
Entre els anys 1735-45 va ser ambaixador de l'emperador Carles VI a Berlin i a París.
Per recomanació del príncep Eugeni, Joseph Wenzel va rebre el 1739 la distinció de l'Orde del Toisó d'Or i aquell mateix any va ser nomenat general de la cavalleria.

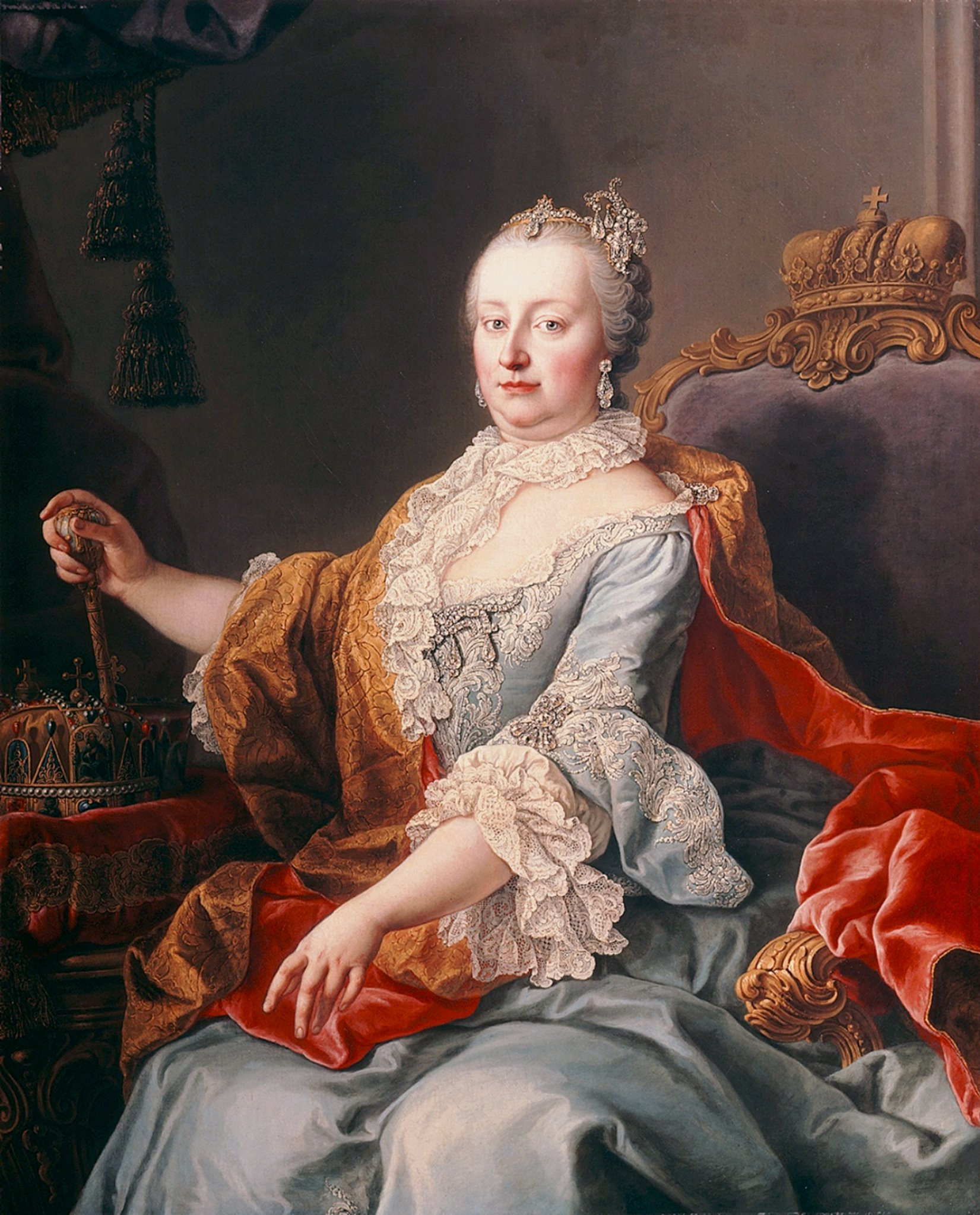
L'arxiduquessa Maria Teresa d'Àustria.

El 1744, per ser un estrateg destacat va ser nomenat director general d'artilleria. A l'any següent, el nou emperador Francesc I, li va encomanar l'exèrcit austríac amb el càrrec de mariscal de camp per a la campanya italiana. Assumint aquesta funció va convertir l'artilleria austríaca en l'exèrcit més poderós del seu moment. El 1753 va ser nomenat comandant general d'Hongria.
A causa de l'especial estima que li tenia l'arxiduquesa Maria Teresa, se li va encomanar que anés a Parma a recollir Isabel de Borbó-Parma núvia del futur emperador, Josep II.

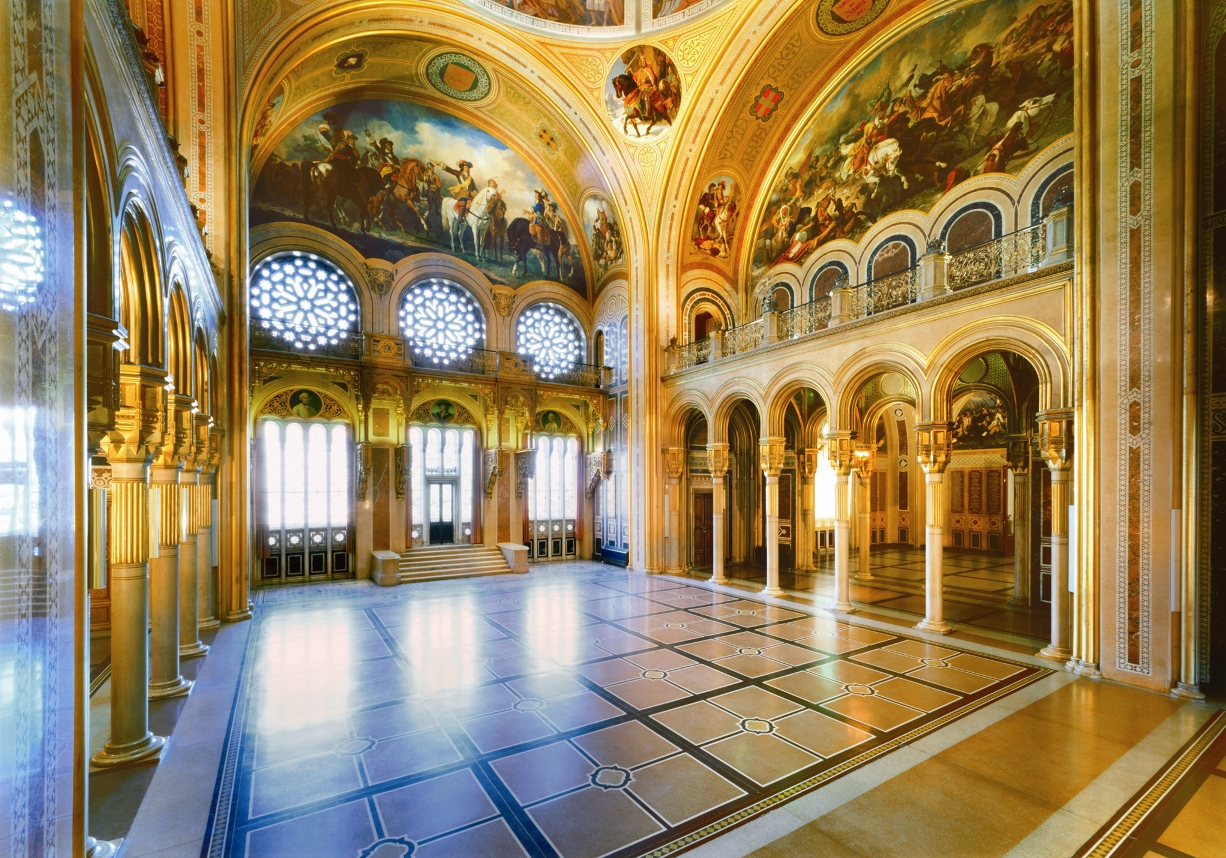
Saló de la fama del museu d'història militar

El 1764 va rebre la darrera comanda, dirigir la sessió d'elecció d'emperador, que va tenir lloc a Frankfurt del Main. Després, va rebre la gran creu del mèrit civil atorgat per l'orde hongaresa de sant Esteve.

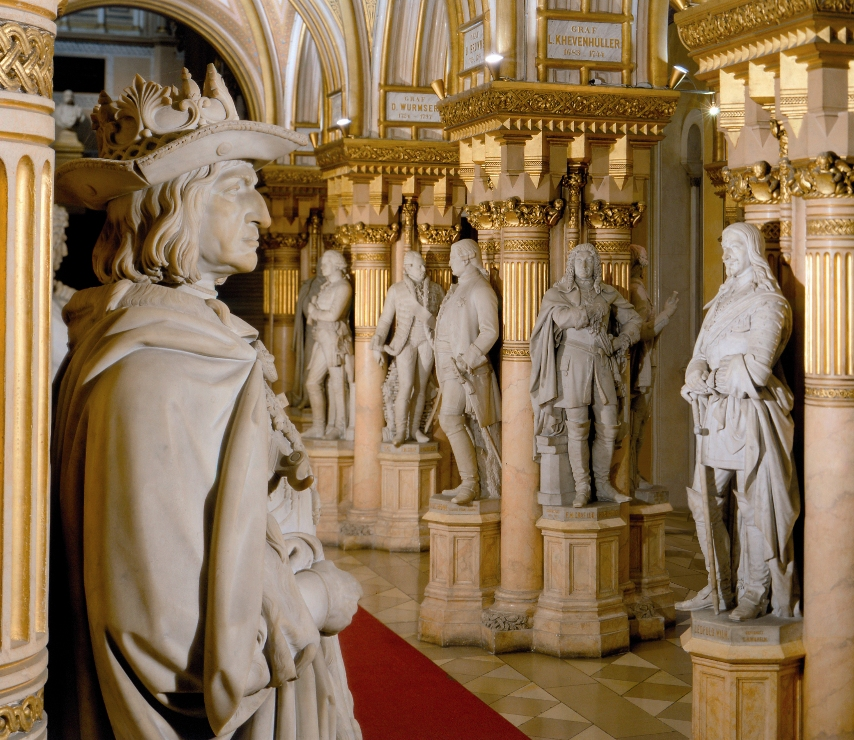
Saló dels cavallers al museu de la guerra

## Matrimoni i descendència
Josef Wenzel es va casar el 1718 amb la seva cosina Ana Maria de Liechtenstein, filla d'Anton Florian de Liechtestein i de la comtessa vídua de Thun.

Van tenir cinc fills, tots ells van morir en la infantesa:
- Felip Antoni (1719).
- Felip Antoni (1720).
- Felip Ernest (1722-1723).
- Maria Isabel (1724).
- Maria Alexandra (1727).

## Patró de les arts
Josef Wenzel I va destacar com a col·leccionista d’art. Va encarregar nombroses pintures, i també n’adquirí moltes. A través del venecià Anton Maria Zanetti el vell, gravador i expert en art, va crear una important col·lecció de pintures de Canaletto, i també adquirí obres de Bernardo Bellotto i de Jean Siméon Chardin.
A París, on també va adquirir moltes altres obres d'art, esmalts i sobretot llibres per a la seva extensa biblioteca, el príncep Joseph Wenzel I va encarregar el Carruatge d'Or, un dels exemples més magnífics de la carrosseria parisenca del segle xviii. Va ser creat pel dissenyador ornamental francès Nicolas Pineau per a l'entrada cerimonial del príncep a París el 21 de desembre de 1738 i dos dies més tard al palau de Versalles, i també havia de servir-li quan va escortar la princesa Isabel de Borbó-Parma, la núvia del futur emperador Josep II, des de Parma fins a Viena l'any 1760.

## Mort i successió
Va morir el 10 de febrer de 1772 a Viena. La seva tomba es troba a la cripta del Casal de Liechtenstein a Vranov u Brna (Moràvia).
El mateix any que es va casar va traspassar el títol de príncep de Liechtenstein al seu oncle i sogre. Després de la mort d'aquest, el títol va passar al seu cosí i cunyat Josep Joan Adam. Amb la mort del cosí el títol li va ser retornat. Per tant, Josef Wenzel va ser príncep tres vegades (1712-18) (1732-45) (1748-72) i, com que no va tenir descendència, el títol el va heretar el seu nebot Franz Josef.

## Reconeixement en la posteritat
Per la resolució imperial de 28 Febrer 1863 de Francesc Josep I d'Àustria es va afegir Josef Wenzel de Liechtenstein a la llista dels  cabdills i generals d'Àustria dignes de fama i emulació eterna, motiu pel qual se li va fer una estàtua de mida natural que es pot visitar al Museu d'història militar. L'estàtua, acabada el 1868 és de marbre de Carrara i és obra de l'escultor Vincenz Pilz Aquest museu té, a més, un bust del Mariscal de Camp a Liechtenstein de la mà del famós escultor Franz Xaver Messerschmidt.